# Saggio di figura en plein air
Saggio di figura en plein air è il nome di due dipinti del pittore francese Claude Monet, realizzati nel 1886 e conservati al Musée d'Orsay di Parigi.

## Storia

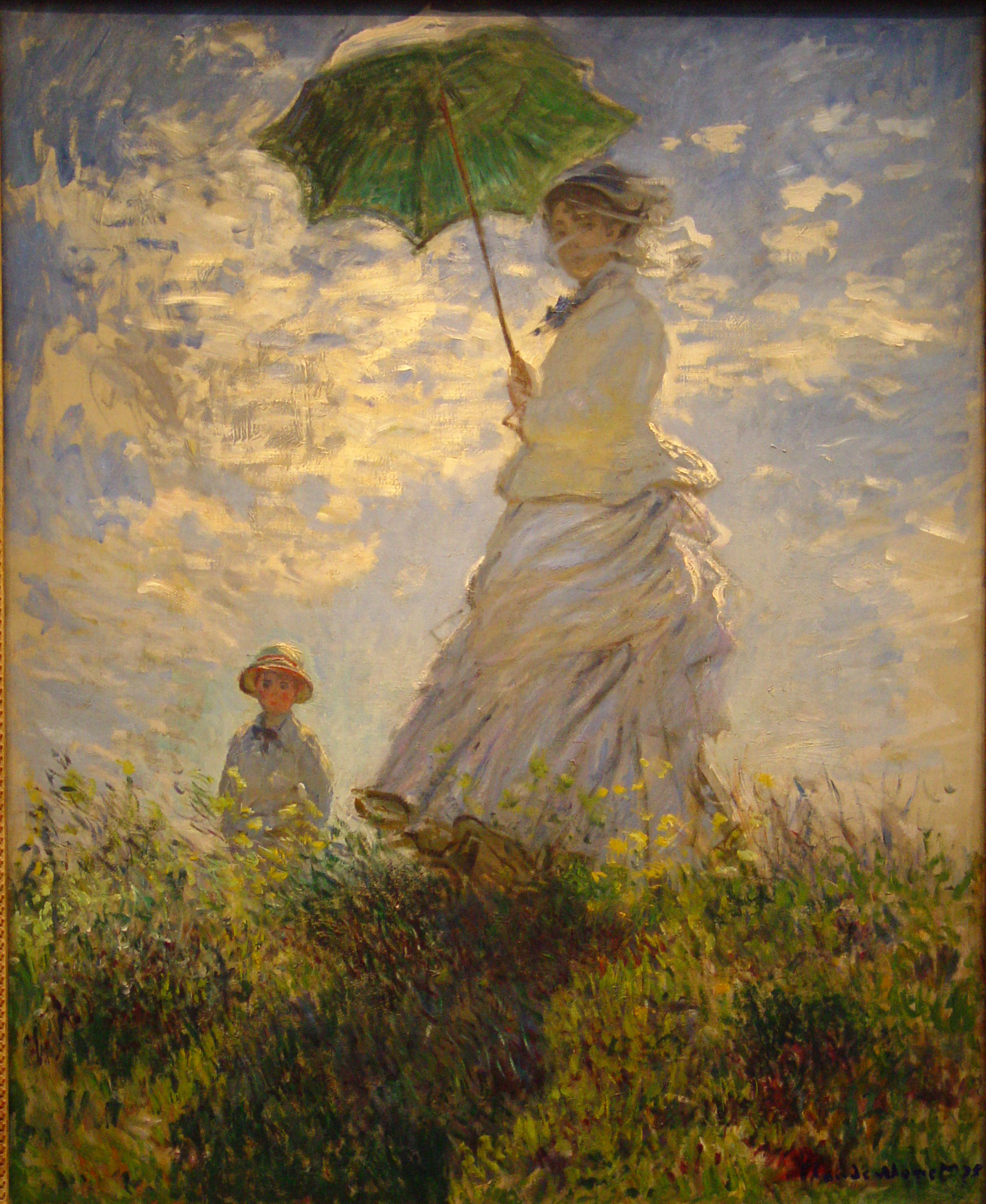
Claude Monet, La passeggiata (1875); olio su tela, 100×81 cm, National Gallery, Washington

Sin dall'alba dei tempi filosofi, scienziati e pittori di ogni epoca si sono interrogati a lungo sui meccanismi che regolano la visione umana e sulle modalità di diffusione del colore e della luce. I pittori impressionisti, con Monet in testa, ritenevano che il mezzo inserviente alla propagazione del colore fosse proprio la luce, e che pertanto l'arte dovesse essere finalizzata proprio a studiare quest'entità per restituire un'impressione di brillantezza analoga a quella sperimentata dall'occhio umano nell'atto della visione. 
Monet, il meno mondano tra gli Impressionisti, provò uno scarso interesse per le fisionomie e per la pittura di figura: egli, tuttavia, sentì il bisogno di sperimentare come la sua tecnica pittorica interagisse con il corpo umano. Fu sull'onda di quest'esigenza che nel 1886 Monet diede vita a due importanti Saggi di figura en plein air, i quali rappresentano rispettivamente una Donna con parasole rivolta verso sinistra e una Donna con parasole rivolta verso destra: le due tele sono quasi speculari e di dimensioni quasi sovrapponibili.
Lo spunto dell'opera, come ci narra Jean-Pierre Hoschedé, è particolarmente divertente: un giorno del 1886, infatti, Monet scorse Suzanne mentre si arrampicava sui pendii della collina dell'Île aux Orties. «Ma è come Camille ad Argenteuil! Ebbene! Domani torneremo e tu poserai là», esclamò il pittore, estasiato di come una figura femminile riuscisse a riprodurre vivacissimi effetti di luce e di atmosfera.
(Claude Monet all'amico Théodore Duret in una lettera del 13 agosto 1887)
Le due opere, esposte per la prima volta nel 1891 nella galleria di Durand-Ruel con l'eloquente titolo di Essai de figure en plein air [Saggi di figure en plein air], furono gelosamente custodite da Monet, come testimonia una fotografia ritraente il «dittico», appeso alla parete dietro due vasi di rigogliosi fiori bianchi. Alla morte del pittore le due tele passarono in eredità al secondogenito Michel, il quale le donò al museo del Louvre: dal 1986 sono esposte al museo d'Orsay, ormai assurte ad icona della pittura moderna.

## Descrizione

La Donna con il parasole rivolta verso destra. Anche in questa versione i colori, chiari e luminosi, traggono forza dal movimento del vento per rendersi vividi e confondersi in un complesso impasto cromatico: a ben vedere, infatti, il prato è anche qui costituito da una vasta gamma di colori che si mischiano assieme

Questi due studi sui valori luminosi in un dipinto di figura raffigurano Suzanne Hoschedé, figlia di Alice, futura moglie del pittore. La dama, abbigliata con abiti borghesi alla moda, regge un divertito parasole, accessorio identitario della moda femminile ottocentesca, e si erge sulla sommità del colle di Île aux Orties: particolarmente interessante è il taglio prospettico sotto in su adottato in quest'opera, per il quale risulta esaltato lo sviluppo longilineo del suo corpo aggraziato. Alle spalle della ragazza, infine, si espande un cielo blu immenso, percorso da nubi battute dal vento e alla luce.
Suzanne è pienamente immersa nella natura che la circonda: è una giornata primaverile molto arieggiata, e un leggero soffio di vento accarezza i ciuffi d'erba adornati di fiori del pendio e fa svolazzare in maniera leggiadra il fazzoletto azzurro di Suzanne. Si è già osservato, poi, lo scarso interesse di Monet per le fisionomie umane: ciò è particolarmente evidente in questi due Saggi, dove Monet non indugia sui tratti somatici della ragazza, bensì ne rende l'idea con l'utilizzo della tecnica impressionista più avanzata. Suzanne, in altre parole, non è descritta naturalisticamente, tanto che i suoi particolari fisiognomici sono appena abbozzati, e di fatto si configura come una sagoma fuggevole all'aria aperta, in pieno accordo con quanto prescritto dalla poetica impressionista. Come osservato dal critico d'arte Filippo Musumeci, «l’indeterminatezza dei tratti somatici è in perfetta simbiosi con l’inarrestabile divenire della natura».
(Armand Silvestre)
Nei due Saggi, poi, la tecnica e le tematiche di Monet appaiono straordinariamente delineate. Innanzitutto non vi è traccia di preparazione disegnativa: il colore è depositato direttamente sulla tela, au premier coup, con l'utilizzo di pennellate vaporose e indeterminate, stese con mano leggera ma vigorosa (valga per tutti l'esempio del volto rarefatto di Suzanne). La tavolozza, composta prevalentemente da gialli, da rosa, da viola e da verdi, riesce a preservare la sua luminosità primigenia grazie all'utilizzo di colori puri, non diluiti per realizzare il chiaroscuro, e alla condotta en plein air assunta al pittore. Sempre per esaltare la sensazione luminosa, poi, Monet frammenta le sue pennellate in delicati accostamenti di colori complementari, esaltando in maniera significativa il loro contrasto simultaneo e la sensazione di aumentata brillantezza e di tepore sperimentata dall'osservatore.
Di particolare interesse, poi, è anche la presenza di ombre colorate: fondamentale, in tal senso, risulta l'intervento del parasole, il quale oltre ad espletare la funzione protettiva per la quale era stato brevettato dalle industrie ottocentesche riesce pure a fornire al pittore il pretesto di giocare con un numero non indifferente di effetti di luce. Monet, infatti, non si lascia sfuggire le potenzialità pittoriche del parasole e lo colloca in controluce, facendolo diventare un secondo diffusore luminoso: è per questo motivo che esso emana una luce cromaticamente diversa da quella azzurra del cielo e suscita un effetto tonale nelle ombre da esso proiettate, intrise di un tenue riflesso verdastro (Monet, non a caso, le tratteggia con pennellate sature di verde, colore dominante del tessuto dell'ombrellino).